# Mount Wise (Antarktika)
Mount Wise ist ein 815 m hoher Berg aus blankem Felsgestein an der Scott-Küste des ostantarktischen Viktorialands. Er ist die höchste Erhebung der Brown-Halbinsel.
Namensgeber des Bergs ist Keith Charles Wise, der während einer von 1958 bis 1959 durchgeführten Kampagne der New Zealand Geological Survey Antarctic Expedition die Brown-Halbinsel erkundet hatte.